# جورج إنغلمان
جورج إنلغمان (بالإنجليزية: George Engelmann)‏ (من مواليد 2 فبراير عام 1809، وتوفي في 4 فبراير من 1884) عالم نبات أمريكيّ ألمانيّ كان له دور فعال في توصيف الحياة النباتية في مناطق غربيّ أمريكا الشمالية التي لم تكن مستكشفة بشكل جيد بعد. كان إنغلمان نشطًا بشكل خاص في منطقة جبال الروكي وشمال المكسيك، وكان رسام الحياة النباتية، الأمريكي الألماني، باولوس رويتر، أحد أصدقاء إنغلمان المقربين الذين رافقوه طوال حياته.

## سيرته الذاتية

### الأصول
وُلد جورج إنغلمان في مدينة فرانكفورت وسط غرب ألمانيا، وكان أكبر أبناء يوليوس برنهاردت إنغلمان الثلاثة عشر، الذين لم ينجُ منهم إلى سنة الرشد إلا تسعة. كان والده، يوليوس، فردًا من عائلة إنغلمان التي شغل أفرادها منصب كاهن الكنيسة الإصلاحية، في بلدة باخ آراخ الألمانية، لعدة أجيال متتالية. تخرج يوليوس إنغلمان من جامعة هاله، وتلقى تدريبًا خاصًا بالإعداد للخدمة الكهنوتية، لكنه كرس حياته للتعليم. أسس إنغلمان مدرسة خاصة بالفتيات اليافعات في الوقت الذي كانت فيه المدارس الخاصة بالإناث في غاية الندرة. كانت والدة جورج، جولي إنطوانيت، الابنة الوحيدة لجورج أزوالد ماي، فنان شهير في مدينة فايمار، ولزوجته أنطوانيت أندريه. كانت جولي أنطوانيت مساعدة يوليوس إنغلمان في مدرسة الفتيات اليافعات. اشتهرت المدرسة بشكل كبير في المنطقة بسبب نجاح جولي إنطوانيت في إدارتها.
كان عم جورج إنغلمان، فريدريش ثيودور، مستكشفًا ألمانيًا لولاية إلينوي، وكان من أوائل مزارعي الكروم في أمريكا.

### التعليم
تلقى جورج إنغلمان تعليمه الابتدائي في إحدى مدارس مدينة فرانكفورت، وأصبح مهتمًا بالنباتات في سن الخامسة عشر. كرس إنغلمان الكثير من وقت فراغه لدراسة التاريخ واللغات الحديثة والرسم. بدأ إنغلمان، في عام 1827، دراسة العلوم في جامعة هايدلبرغ بعد حصوله على منحة دراسية (أسسها «مجمع فرانكفورت الإصلاحي») والتقى هناك كارل شيمبر وألكسندر براون. جمعت إنغلمان وبراون علاقة صداقة وطيدة، واستمرت المراسلات بينهما حتى وفاة براون عام 1877. كما حافظ إنغلمان على صداقته مع شيمبر. تخلى العبقري إنغلمان فيما بعد عن علم النبات على الرغم من فهمه الاستثنائي لفلسفة هذا العلم، وإرسائه لأسس علم ترتيب الأوراق وتموضعها على ساق النبات.
في عام 1828، انقطع إنغلمان عن الدراسة في هايدلبرغ بعد انضمامه إلى تظاهرة الطلاب السياسية. غادر إنغلمان بعدها مدينة هايدلبرغ وانتقل إلى جامعة برلين حيث مكث فيها لمدة عامين اثنين. حصل إنغلمان في عام 1831 على شهادة دكتور في الطب من جامعة فورتسبورغ.

نُشرت رسالة التخرج الخاصة بإنغلمان، المرتبطة بعلم النبات أكثر من ارتباطها بالطب، في فرانكفورت عام 1832، وحملت عنوان ظاهرة الانقسام الشاذ لأجزاء النبات، كانت أطروحة إنغلمان مكرسة بشكل أساسي لعلم التشكيل –خصوصًا بنية النباتات الشاذة- وحملت خمس لوحات مرسومة ومطبوعة بيد مؤلفها بطريقة الليثوغرافيا. كان موضوع الأطروحة منسجمًا بشكل كبير مع موضوع أطروحةٍ، ألفها يوهان فولفغانغ غوته، تتحدث عن التحولات الشكلية عند النباتات، للدرجة التي أعرب فيها غوته، الذي كان في آخر أيام حياته، عن إعجابه الشديد بأطروحة إنغلمان. بعد حصوله على أطروحة إنغلمان، من خلال تبادله للرسائل مع ماريان فون ويليمر، استفسر غوته عن المؤلف الشاب ووصفه بأنه قد تمكن من استيعاب جميع أفكاره المتعلقة ببنية الخضراوات وأظهر عبقرية مميزة في تطويرها. كانت ثقة غوته في قدرات إنغلمان كبيرة للغاية، لدرجة أنه عرض عليه منحه كامل محتويات مكتبته التي تشتمل على مجموعة ضخمة من الملاحظات والرسومات غير المنشورة.

## وصلات خارجية
- جورج إنغلمان على موقع الموسوعة البريطانية (الإنجليزية)